# Creidne
Creidne – w mitologii irlandzkiej była wojowniczką. Została mistrzem w zespole wojowników po ucieczce od ojca z którym była w kazirodczym związku.
Nie należy jej mylić z bogiem kowalstwa, Creidhne.